# Bit Music
Bit Music est un label discographique indépendant espagnol essentiellement ancré dans la musique électronique et EDM. Fondé par le label parent Divucsa en 1994, et actuellement dirigé par Oriol Orfila, les locaux du label se situent dans la région de Barcelone, en Espagne. 
Bit Music dénombre également plusieurs sous-labels comme notamment Xque Records, Hardcore Come Back, et Chasis Records. Les chansons du label inspirera quelques artistes comme M-Project.

## Histoire
En 1994, le label forme un groupe de techno appelé Scanners, également signé à Warner Music pour la sortie de leurs albums en dehors des frontières espagnoles. Leur single All I Want atteint les classements américains du magazine Billboard en 1996. Selon le directeur du label, Gabriel Orfila, Bit Music représente en 2002, 50 % des parts du marché de Divucsa. Selon le magazine Billboard, Bit Music fait partie des labels ayant dominé la scène EDM espagnole au début des années 2000 avec deux autres labels basés à Barcelone que sont Blanco y Negro et Max Music.
Avant la fin des années 1990, et au début des années 2000, de nombreux singles publiés par le label parviennent à atteindre les classements musicaux, incluant Pont Aeri vol.2 (1996) de Buenri et Skudero, Let's Go (1996) de Emphassis, Remixes de Sistema 3, Extasia Remix (1997) de Skudero & Dr. Who, Alarm (1997) de Alarm, et I'm Sailing (2002) de Pastis & Buenri (12e place des classements Hot Mover Singles).
Dans les années 2000, Bit Music multiplie les sorties de compilations. En 2008, Oriol Orfila de Bit Music publie une version chill-out de Els Segadors. Au début des années 2010, le label continue à publier moins frénétiquement des producteurs du genre makina comme Gerard Requena, Toni M, et Victor Ronda. En 2012 et 2013, Bit Music publie cinq volets de ses plus grands titres à succès.